# Kituro Rugby Club

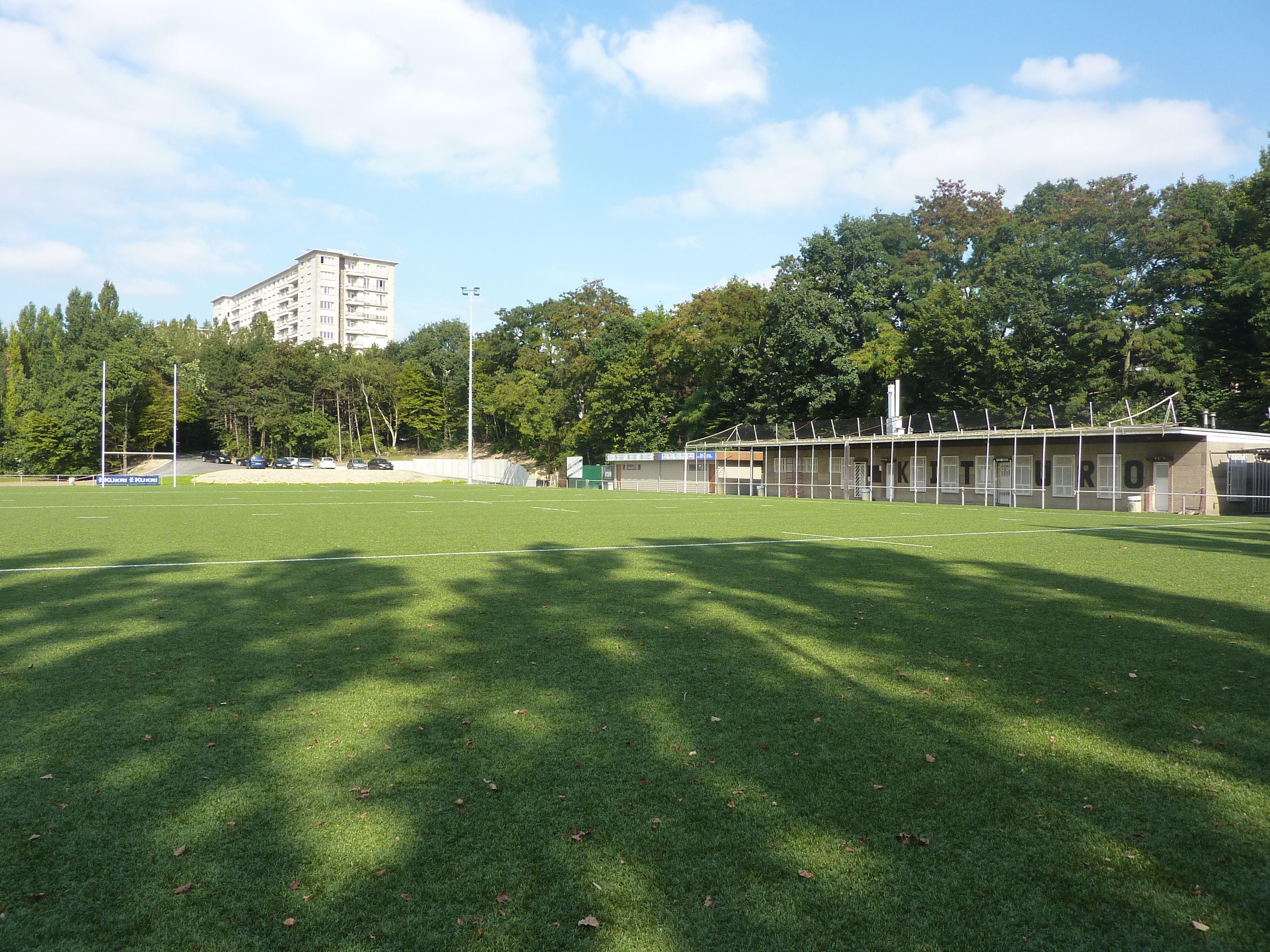
Kituro Rugby Club

Kituro Rugby Club este un club de rugby din orașul Bruxelles (Schaerbeek) din Belgia. 
Clubul evoluează în prima divizie belgiană de rugby.

## Palmares
- Campioni : (4) 1967, 1996, 2009, 2011.
- Coupe de Belgique : (6) 1969, 1977, 1981, 1983, 1993, 1998.